# بيغ بيند (مقاطعة راسك)
بيغ بيند (بالإنجليزية: Big Bend, Rusk County, Wisconsin)‏ هي بلدة تقع بولاية ويسكونسن في الولايات المتحدة. تبلغ مساحتها 91.5 (كم²)، وترتفع عن سطح البحر 327 م، بلغ عدد سكانها 402 نسمة في عام 2000 حسب إحصاء مكتب تعداد الولايات المتحدة وتصل الكثافة السكانية فيها 4.8 نسمة/كم2.

## وصلات خارجية
- http://www.townofbigbend.com
- The US50 - Cities and Towns in Wisconsin State
- Wisconsin Cities and Towns, Facts, Map, Flag, Colleges, Government, and More